# Ephippion guttifer

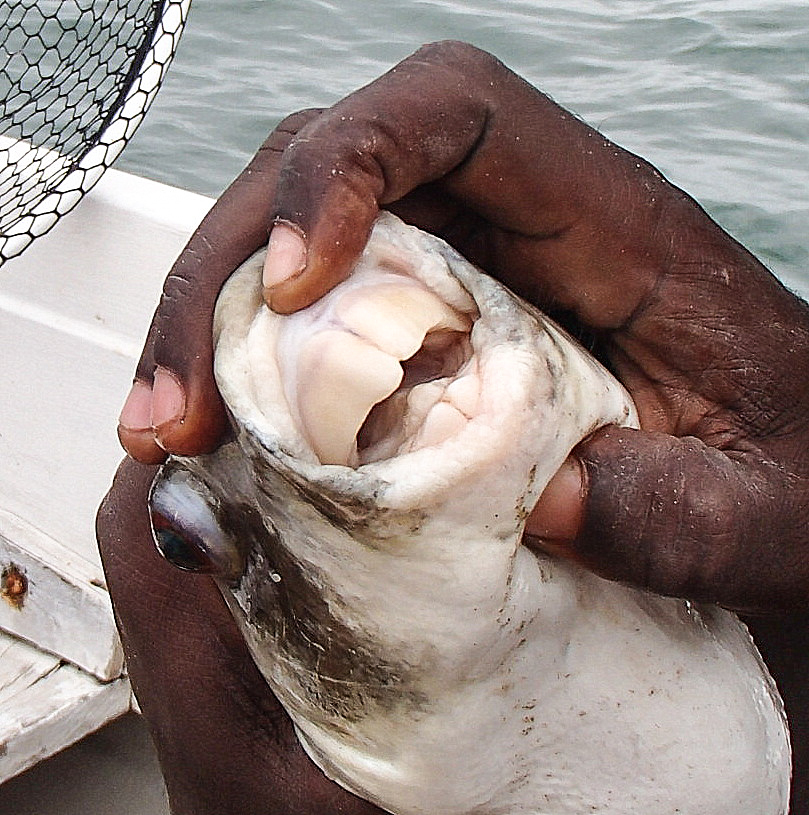
Boca del tamboril de tierra, con detalle de los grandes dientes.

El tamboril de tierra (Ephippion guttifer) es una especie de pez actinopeterigio marino, la única del género monotípico Ephippion de la familia de los tetraodóntidos.
Es pescado y comercializado en los mercados para consumo humano, también es común su pesca deportiva.

## Morfología
Como otras especies de la familia, se caracterizan por una piel dura cubierta por pequeñas escamas espinudas y una placa dental similar a un pico dividida por una sutura mediana. La longitud máxima descrita es de un macho de 80 cm, aunque la longitud máxima normal es de unos 55 cm.

## Distribución y hábitat
Se distribuye por la costa este del océano Atlántico, desde el estrecho de Gibraltar hasta Angola cerca de Benguela, penetrando también su distribución por el extremo oeste del mar Mediterráneo.
Común en aguas costeras superficiales subtropicales, también en estuarios y aguas salobres, de comportamiento demersal, prefiriendo un rango de profundidad entre los 10 y 100 metros. Se alimenta de cangrejos, equinoideos y moluscos. Se reproduce sobre sustrato duro.
No se han confirmado disminuciones de las poblaciones de esta especie y no se conocen amenazas importantes, debido a que aunque su pesca no se está protegiendo su distribución se superpone con varias reservas marinas en partes de su área de distribución, por lo que no se considera en peligro.